# Òxid de gal·li indi i zinc
L'òxid de gal·li indi i zinc, conegut com IGZO per les inicials del nom en anglès, és un material semiconductor, format per indi (In), gal·li (Ga), zinc (Zn) i oxigen (O) de fórmula InGaZnO4. Els transistors de pel·lícula prima (TFT) IGZO s'utilitzen al pla posterior TFT de les pantalles planes (FPD). IGZO-TFT va ser desenvolupat pel grup d'Hideo Hosono a l'Institut Tecnològic de Tòquio i l'Agència Japonesa de Ciència i Tecnologia (JST) el 2003 (IGZO-TFT cristal·lí) i el 2004 (IGZO-TFT amorf). IGZO-TFT té entre 20 i 50 vegades la mobilitat d'electrons del silici amorf, que sovint s'ha utilitzat en pantalles de cristall líquid (LCD) i papers electrònics. Com a resultat, IGZO-TFT pot millorar la velocitat, la resolució i la mida de les pantalles planes. Actualment s'utilitza com a transistor de pel·lícula prima per pantalles de TV de díodes orgànics emissors de llum (OLED).
IGZO-TFT i les seves aplicacions estan patentades per JST i han estat llicenciades a Samsung Electronics i a Sharp el 2011 i el 2012 respectivament.
El 2012, Sharp va ser el primer a començar la producció de panells LCD que incorporaven IGZO-TFT. La companyia utilitza IGZO-TFT per a telèfons intel·ligents, tauletes i LCD de 32". En aquests, la relació d'obertura de la pantalla LCD es millora fins a un 20%. El consum d'energia es millora amb la tecnologia d'aturada en ralentí LCD, que és possible a causa de l'alta mobilitat i el baix corrent d'interrupció d'IGZO-TFT. Sharp ha començat a llançar panells d'alta densitat de píxels per a aplicacions de portàtils. IGZO-TFT també s'utilitza en pantalles LCD de 14" 3.200 x 1.800 d'un PC ultrabook subministrat per Fujitsu, també s'utilitza a l'ordinador portàtil de jocs Razer Blade de 14" (variant de pantalla tàctil) i a un televisor OLED de 55" subministrat per LG Electronics.
L'avantatge d'IGZO respecte a l'òxid de zinc és que es pot dipositar com a fase amorfa uniforme tot conservant l'alta mobilitat del portador comuna als semiconductors d'òxid. Els transistors són lleugerament fotosensibles, però l'efecte esdevé significatiu només en el rang de violeta profund a ultraviolat (energia fotogràfica per sobre de 3 eV), oferint la possibilitat d'un transistor totalment transparent.